# Centranthus calcitrapae var. calcitrapae
Centranthus calcitrapae subsp. calcitrapae é uma variedade de planta com flor pertencente à família Valerianaceae. 
A autoridade científica da variedade é (L.) Dufr., tendo sido publicada em Hist. Nat. Valér. 39 (1811).
O seu nome comum é calcitrapa.

## Portugal
Trata-se de uma variedade presente no território português, nomeadamente em Portugal Continental, no Arquipélago dos Açores e no Arquipélago da Madeira.
Em termos de naturalidade é nativa de Portugal Continental e do Arquipélago dos Madeira e introduzida no Arquipélago dos Açores.

## Protecção
Não se encontra protegida por legislação portuguesa ou da Comunidade Europeia.